# Surri
Surri és un poble del terme municipal de Vall de Cardós, situat a la comarca del Pallars Sobirà. Des del 1847 formava part de l'antic municipi de Ribera de Cardós.
Surri és molt a prop (uns 750 metres per carretera), damunt i al nord-oest del seu cap de municipi, Ribera de Cardós, enlairada en un replà del contrafort sud-est de la Serra d'Aurati.
El poble té l'església de Santa Coloma, sufragània de Santa Maria de Ribera de Cardós, que substituí la primitiva, romànica, de la qual només susbsisteix un interessant paviment fet amb còdols, actualment a l'entrada d'una casa particular. Surri també tenia les esglésies de Sant Joan Baptista, Sant Feliu i un petit oratori dedicat a Sant Miquel.

## Etimologia
Segons Joan Coromines, Surri, de la mateixa manera que Sorpe, prové de l'etim basc çur (o zur), fusta, amb el sufix locatiu -be, que passa a -pe i posteriorment a -re, que significa sota de. Per tant, Surri seria sota la fusta, sota el bosc, fent referència als immensos boscos sota dels quals es troba el poble.

## Geografia

### El poble de Surri
El poble de Surri, enlairat al nord-oest de Ribera de Cardós, presenta la seva quinzena de cases disposades en tres carrers irregulars i una placeta en el lloc on es troben. L'església de Santa Coloma està situada a la part de llevant del poble.

#### Les cases del poble[2]
| - Casa Batista - Casa Borrut - Casa Cinto de Garcia | - Casa Estevet - Casa Fresca - Casa Gallard | - Casa Manaut | - Casa Pubill | - Casa Quimet de Manaut - Casa Vidal |

## Història

### Edat moderna
En el fogatge del 1553, Surri declara 1 foc eclesiàstic i 4 de laics, uns 75 habitants.

### Edat contemporània
Pascual Madoz dedica un article del seu Diccionario geográfico... a Surri. Hi diu que és una localitat agregada a l'ajuntament de Ribera de Cardós, situada en un pla que es forma damunt d'una roca, envoltat d'altes muntanyes. És combatut pels vents del nord i del sud, i el clima hi és fred, però sa. Tenia en aquell moment 12 cases i l'església parroquial de Santa Coloma, servida per un rector de patronat del Duc de Cardona; hi ha l'ermita de Sant Joan Baptista immediata al poble. El territori és pedregós, i participa de pla i de muntanya, tot i que aquesta està molt despoblada d'arbres. S'hi produïa blat, ordi, sègol, patates, i una mica de fruita i hortalisses, herba i pastures. S'hi criava tota mena de bestiar, especialment mular i vacum. Hi havia caça de llebres, perdius i galls fers, a més de pesca de truites. Comptava amb 9 veïns (caps de casa) i 66 ànimes (habitants).

## Comunicacions
Com tots els pobles de la Vall de Cardós, la seva connexió és a través de la carretera L-504. Una carretera local asfaltada uneix Surri amb Ribera de Cardós.